# فلم تعليمي
الفيلم التعليمي هو فيلم يهدف أساسًا إلى التثقيف. وقد استُخدمت الأفلام التعليمية في الفصول الدراسية كبديل لأساليب التدريس الأخرى.